# Papilio polymnestor
Papilio polymnestor là một loài bướm thuộc họ Bướm phượng (Papilionidae). 
Loài Papilio polymnestor được mô tả năm 1775 bởi Cramer. Loài bướm Papilio polymnestor sinh sống ở Nam Ấn Độ và Sri Lanka.
 Đây là loài "bướm biểu tượng" của bang Maharashtra, Ấn Độ. Với sải cánh dài 120–150 mm, đây là loài bướm lớn thứ tư của Ấn Độ.

## Môi trường sống

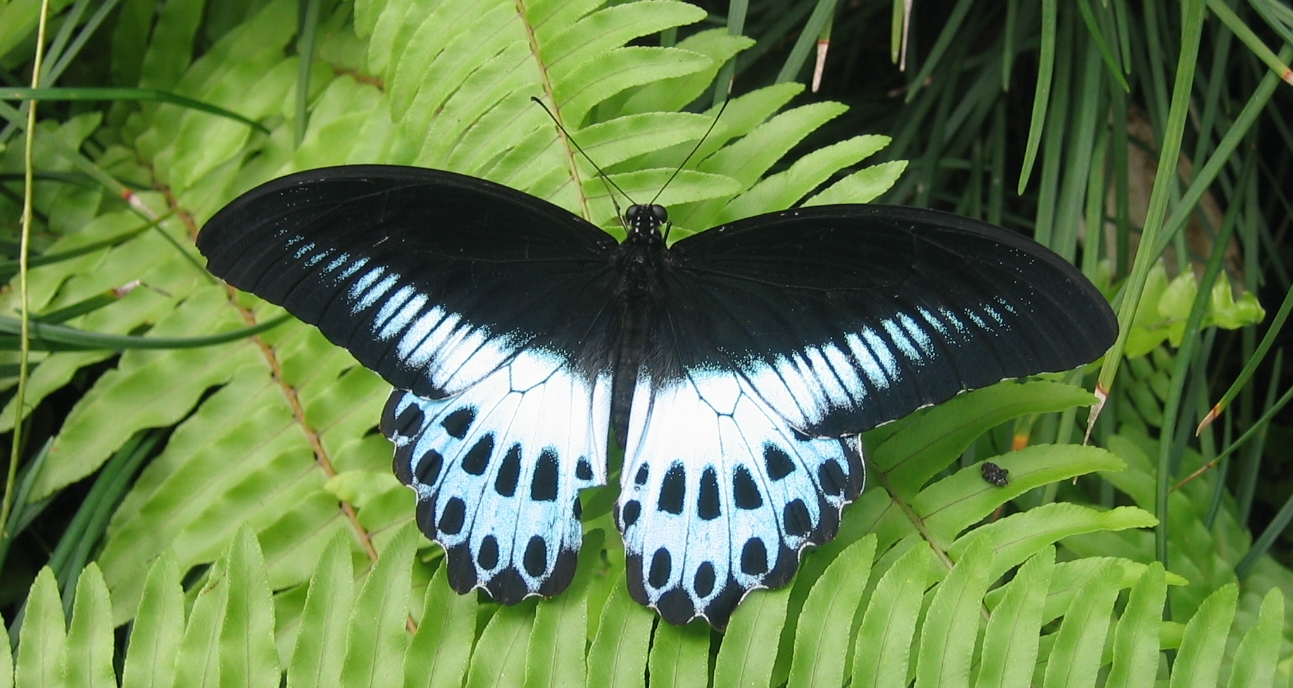

Loài bướm này phổ biến nhất ở các khu vực có lượng mưa lớn, chẳng hạn như rừng thường xanh. Chúng cũng phổ biến trong các khu rừng cây rụng lá và các khu đô thị nhiều cây cối, chủ yếu là do việc trồng các cây chủ của chúng, tức là các loài cam chanh.

## Hình ảnh

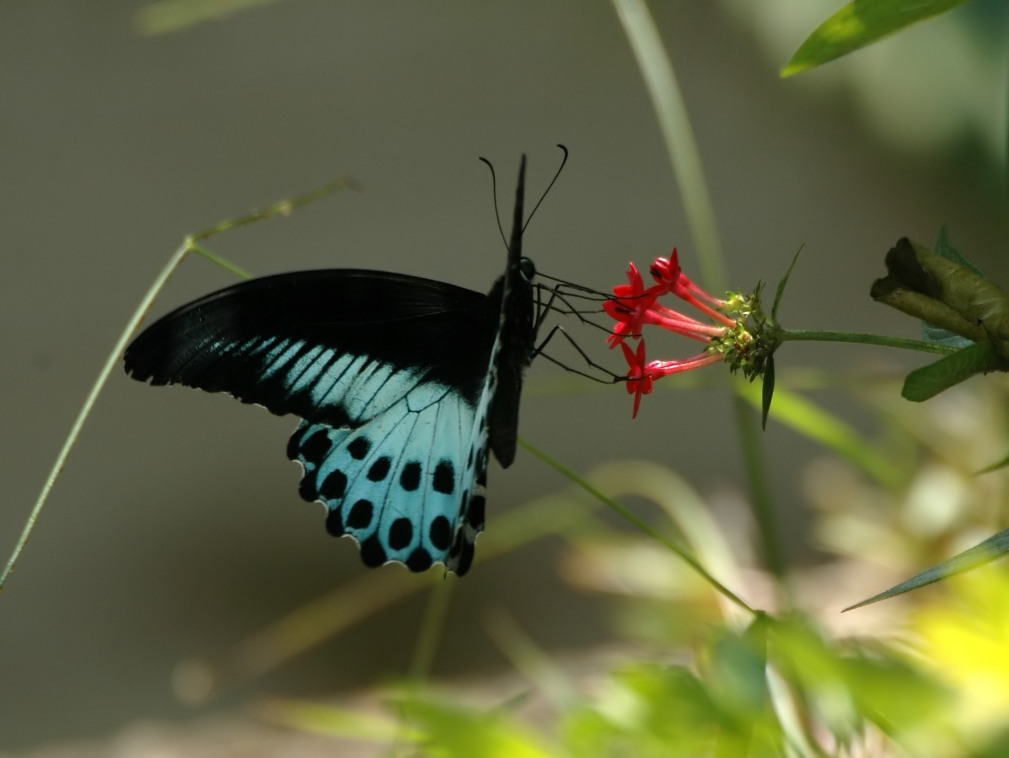
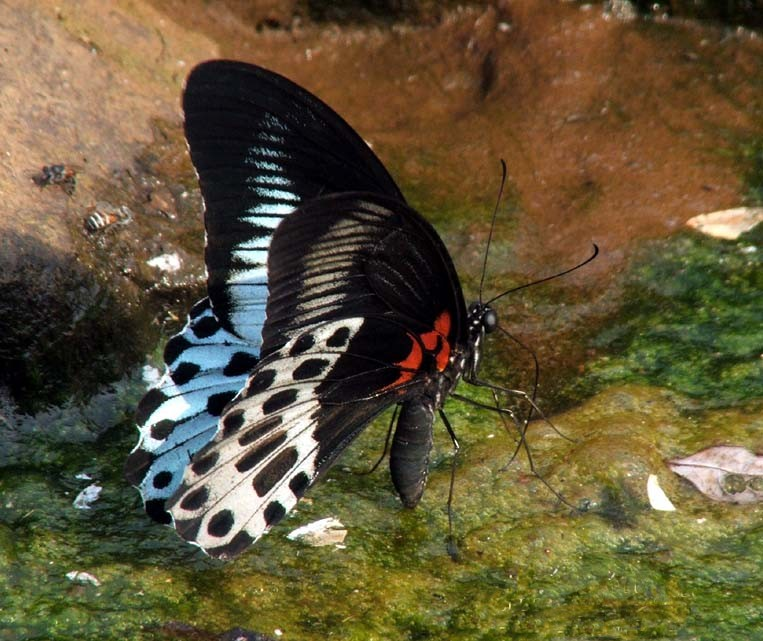
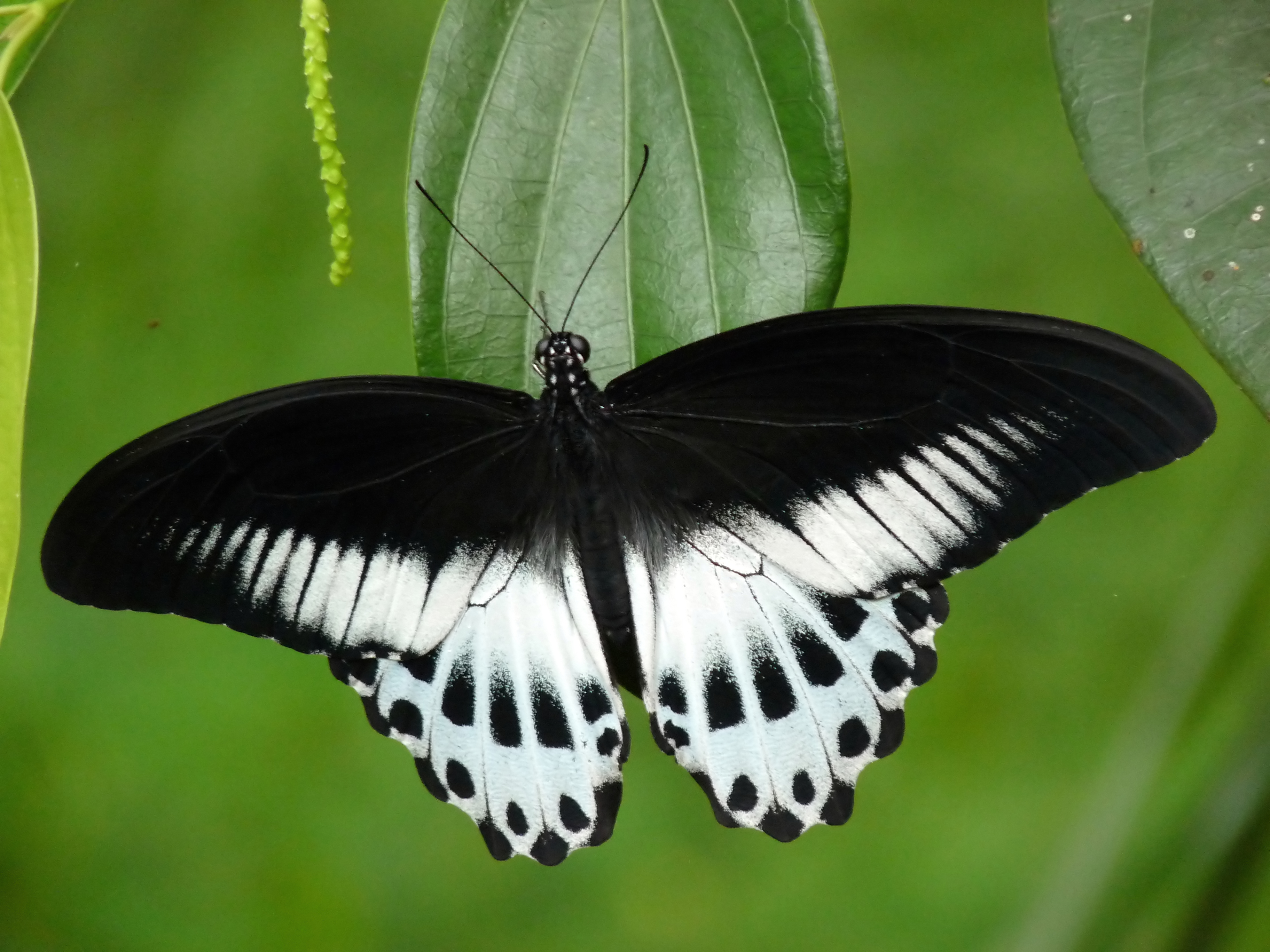
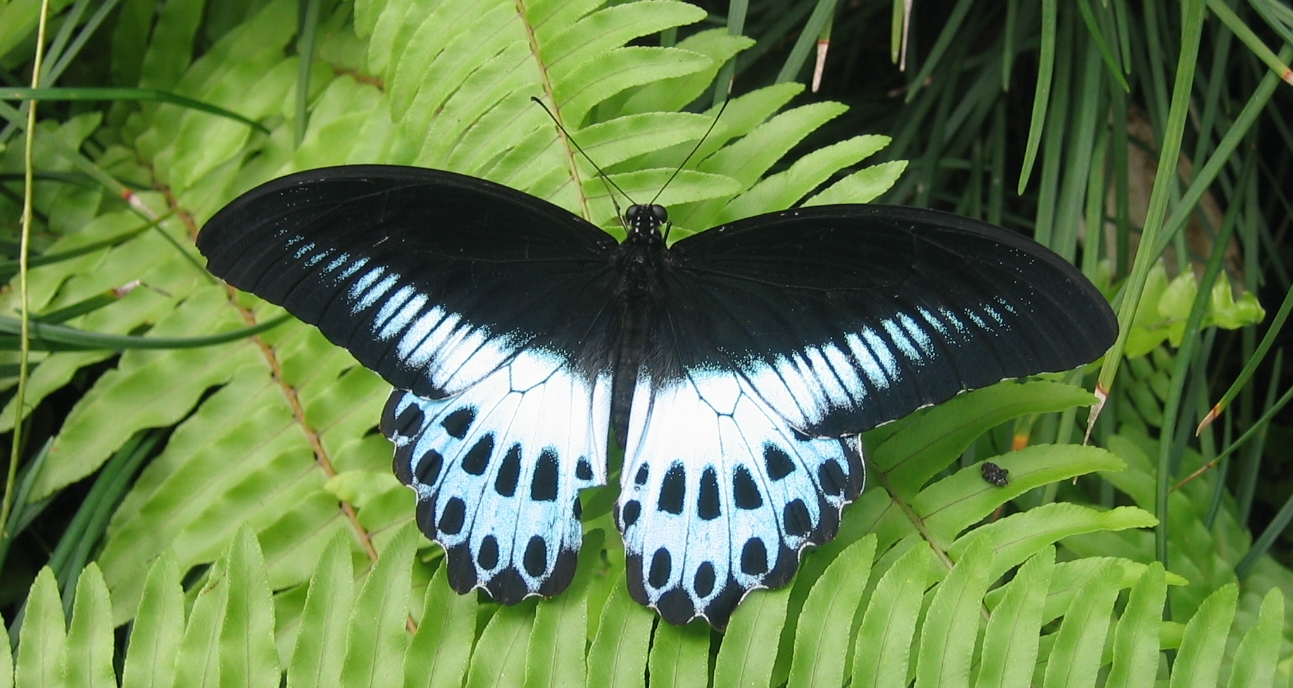
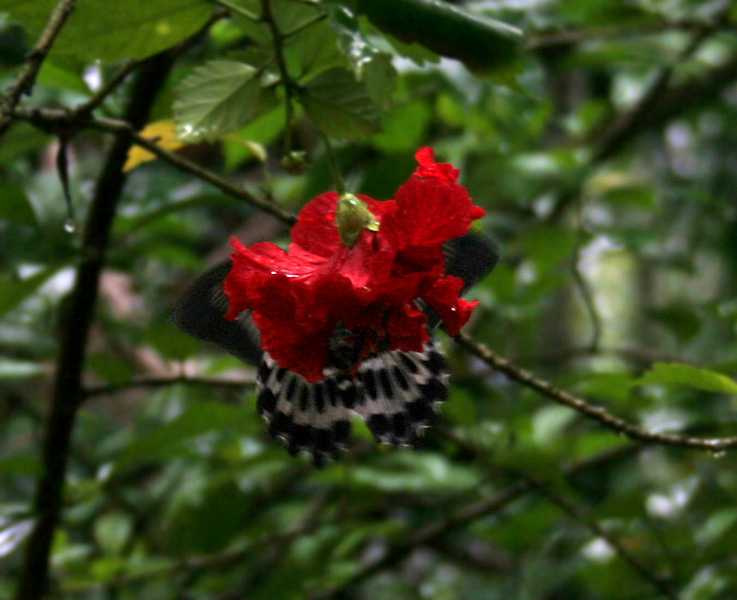
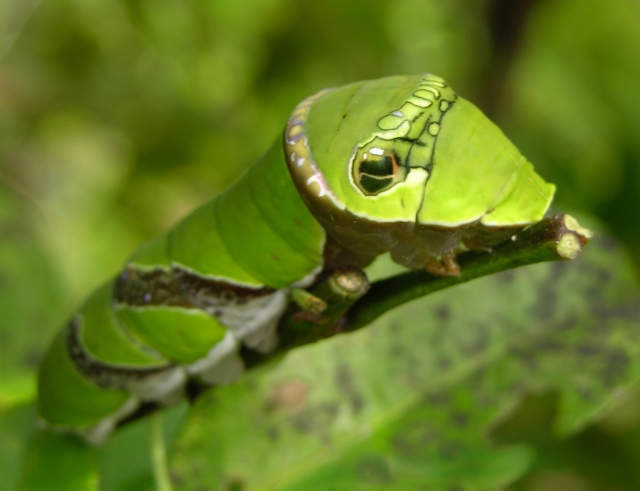